# Joseph Fischer

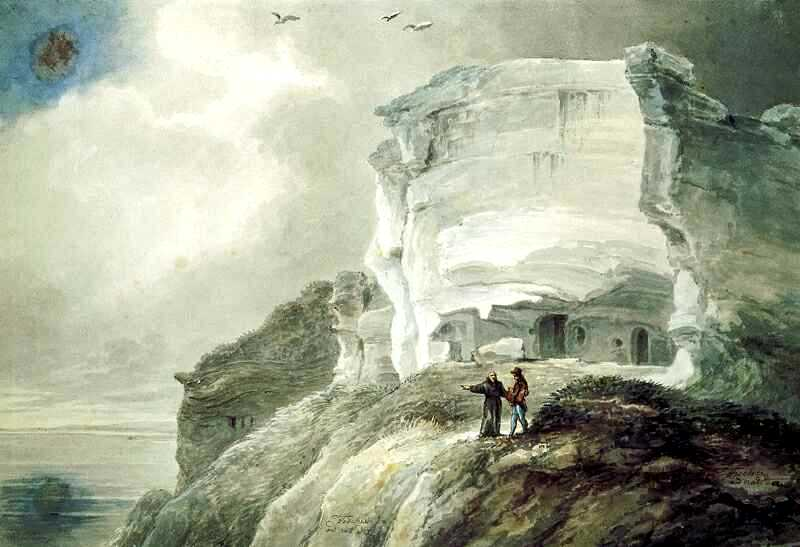
Joseph Fischer vízfestménye a tihanyi Barátlakásokról

Joseph Fischer (Bécs, 1769. január 30. – Bécs, 1822. szeptember 5.) osztrák festő, rézmetsző és litográfus.

## Életpályája
A bécsi akadémián tanult 1783-tól. Első metszetei, aquatintái 1786-tól jelentek meg. Nagyobb tanulmányutakat tett Magyarországon, Svájcban és Galíciában. Hazánkban megörökítette pl. a tihanyi Barátlakásokat. 1802-ben Párizsba utazott, ahol Racine műveihez készített rézmetszet-illusztrációkat, majd Londonban alkotott litográfiákat. Miután a következő évben visszatért Bécsbe, ő lett a felügyelője Esterházy Miklós herceg képzőművészeti gyűjteményének. 1821-től a tájképfestés tanára lett a bécsi akadémián.